# Gibbon (rodzaj)
Gibbon (Hylobates) – rodzaj ssaków naczelnych z rodziny gibbonowatych (Hylobatidae).

## Zasięg występowania
Rodzaj obejmuje gatunki występujące w Chinach, Mjanmie, Laosie, Kambodży, Wietnamie, Tajlandii, Malezji i Indonezji.

## Morfologia
Długość ciała 40,8–58,5 cm; masa ciała samców 4,1–7,8 kg, samic 3,9–7,3 kg.

## Systematyka
Rodzaj zdefiniował w 1811 roku niemiecki zoolog Johann Karl Wilhelm Illiger w publikacji swojego autorstwa poświęconej systematyce ssaków i ptaków. Na gatunek typowy Illiger wyznaczył (oznaczenie monotypowe) gibbona białorękiego (H. lar).

### Etymologia
- Gibbon: fr. gibbon ‘gibbon’, od starofr. giboin, od frank. geba-win ‘przyjacielski prezent’[18].
- Hylobates (Hilobates): gr. ὑλοβατης hulobatēs ‘przebiegający lasy’, od ὑλη hulē ‘las, teren lesisty’; βατης batēs ‘piechur’, od βατεω bateō ‘stąpać’, od βαινω bainō ‘chodzić’[1][19].
- Satyrus: gr. σατυρος saturos ‘satyr’[20].
- Laratus: etymologia niejasna, Gray nie wyjaśnił pochodzenia nazwy zwyczajowej[6]; być może od epitetu gatunkowego Homo lar Linnaeus, 1771 (łac. lar, laris ‘bóstwo strzegące domu’ lub ‘dom, mieszkanie’)[21]. Gatunek typowy (oznaczenie monotypowe): Homo lar Linnaeus, 1771.
- Cheiron: Chiron (gr. Χειρων Cheirōn, łac. Chiron) w mitologii greckiej był najmądrzejszym i najbardziej cywilizowanym z centaurów (nazwa Cheiron przypuszczalnie nawiązuje do gr. χειρ kheir, χειρος kheiros ‘dłoń’ w nawiązaniu do rozwoju rąk i dłoni u gibbonów)[22]. Gatunek typowy: Burnett wymienił dwa gatunki – Homo lar Linnaeus, 1771 i Simia leucisca von Schreber, 1797 (= Simia Moloch Audebert, 1797) – z których gatunkiem typowym jest Homo lar Linnaeus, 1771.
- Brachiopithecus: gr. βραχιων brakhiōn, βραχιονος brakhionos ‘ramię’; πιθηκος pithēkos ‘małpa’[23]. Gatunek typowy: nie wyznaczony.
- Methylobates: gr. μετα meta ‘pomiędzy, pośród’; rodzaj Hylobates Illiger, 1811[24]. Gatunek typowy: nie wyznaczony.
- Brachitanytes (Brachytanytes): gr. βραχιων brakhiōn, βραχιονος brakhionos ‘ramię’; τανυστυς tanustus ‘napinanie’[11]. Gatunek typowy (oryginalne oznaczenie): Symphalangus klossi Miller, 1903.

### Podział systematyczny
Do rodzaju należą następujące gatunki:
| Grafika | Gatunek              | Autor i rok opisu               | Nazwa zwyczajowa  | Podgatunki         | Rozmieszczenie geograficzne | Podstawowe wymiary                | Status IUCN |
| ------- | -------------------- | ------------------------------- | ----------------- | ------------------ | --- | --------------------------------- | ----------- |
|         | Hylobates pileatus   | J.E. Gray, 1861                 | gibbon czapkowy   | gatunek monotypowy | południowo-wschodnia Tajlandia (na wschód i południe od rzeki Mun i rzeki Takhong), na zachód od rzeki Mekong w południowo-zachodnim Laosie oraz północnej i zachodniej Kambodży; być może dawniej południowy Wietnam | brak danych                       | EN          |
|         | Hylobates lar        | (Linnaeus, 1771)                | gibbon białoręki  | 5 podgatunków      | południowo-środkowa Chińska Republika Ludowa (południowo-zachodni Junnan), wschodnia i południowa Mjanma, północno-zachodni Laos, zachodnia Tajlandia, Półwysep Malajski i Indonezja (północna Sumatra)               | DC: około 41–42 cm MC: 3,9–7,3 kg | EN          |
|         | Hylobates agilis     | F. Cuvier, 1821                 | gibbon czarnoręki | gatunek monotypowy | południowa Tajlandia (w pobliżu granicy z Malezją, na wschód od rzeki Thepha), północna półwyspowa Malezja (od rzek Mudah i Thepha na południe do rzek Perak i Kelantan) oraz Indonezja (większość Sumatry)           | DC: brak danych MC: 4,5–7,5 kg    | EN          |
|         | Hylobates albibarbis | Lyon, 1911                      | gibbon białobrody | gatunek monotypowy | Indonezja (południowo-zachodnie Borneo (Borneo Zachodnie i Środkowe), na południe od rzeki Kapua, na zachód od rzeki Barito)                                                                                          | DC: brak danych MC: 4,6–9,8 kg    | EN          |
|         | Hylobates muelleri   | W. Martin, 1841                 | gibbon borneański | gatunek monotypowy | Indonezja (Borneo (południowo-wschodni Kalimantan), na południe od rzeki Mahakam, na wschód od rzeki Barito) | DC: około 41 cm MC: 4,6–6,8 kg    | EN          |
|         | Hylobates abbotti    | Kloss, 1929                     | gibbon szary      | gatunek monotypowy | południowo-zachodnie Borneo: południowy Sarawak na wschód do Spoah (Malezja), Borneo Zachodnie na północ od rzeki Kapuas (Indonezja)                                                                                  | DC: brak danych MC: 5,5–6,4 kg    | EN          |
|         | Hylobates funereus   | I. Geoffroy Saint-Hilaire, 1850 | gibbon skromny    | gatunek monotypowy | północne i północno-wschodnie Borneo: od Sabah (Malezja) na południe do rzeki Mahakam w Borneo Wschodnim (Indonezja); być może na zachód do Sarawak (Malezja)                                                         | DC: 47–49 cm MC: 5–6,4 kg         | EN          |
|         | Hylobates moloch     | (Audebert, 1798)                | gibbon srebrzysty | gatunek monotypowy | Indonezja (głównie zachodnia Jawa (prowincja Banten i Jawa Zachodnia), dodatkowy niewielki obszar w centrum, na wschód od gór Dieng)                                                                                  | DC: brak danych MC: 6,2–6,6 kg    | EN          |
|         | Hylobates klossii    | (G.S. Miller, 1903)             | gibbon karłowaty  | gatunek monotypowy | Indonezja (Wyspy Mentawai (Siberut, Sipora, Północna i Południowa Pagai i pobliska Sinakak) | DC: 42–58 cm MC: 4,4–7,8 kg       | EN          |

Kategorie IUCN:  EN  – gatunek zagrożony.